# 3 octobre
Pour les articles homonymes, voir Trois-Octobre.
3 septembre 3 novembre
Chronologies thématiques
- Croisades
- Ferroviaires
- Sports
- Disney
- Anarchisme
- Catholicisme

Abréviations / Voir aussi
- (° 1852) = né en 1852
- († 1885) = mort en 1885
- a.s. = calendrier julien
- n.s. = calendrier grégorien
- Calendrier
- Calendrier perpétuel
- Liste de calendriers
- Naissances du jour

Le 3 octobre est le 276e jour de l'année du calendrier grégorien, 277e lorsqu'elle est bissextile (il en reste ensuite 89).
C'était généralement l'équivalent du 12 vendémiaire du calendrier républicain ou révolutionnaire français, officiellement dénommé jour de l'immortelle (la plante).

## Événements

### XXIVesiècleav. J.-C.
- 2333 av. J.-C. : création légendaire du royaume coréen gojoseon par Tangun en actuelle Corée (au moins du Sud, voir fête nationale commémorative du Gaecheonjeol ou 개천절 fixée aux 3 octobre comme ci-après in fine).

### XIesiècle
- 1077 : début de la révolte de Nicéphore Bryenne, contre l'empereur byzantin Michel VII.

### XVIesiècle
- 1569 : bataille de Moncontour (guerres de religion), victoire des catholiques du duc d'Anjou sur les huguenots de Coligny.
- 1574 : fin du siège de Leyde (guerre de Quatre-Vingts Ans), les Néerlandais repoussent les forces espagnoles.

### XVIIIesiècle
- 1739 : signature de la convention de Nyssa, mettant fin à la guerre austro-russo-turque.
- 1793 : bataille de Bergzabern (guerre de la Première Coalition), victoire des Prussiens sur les Français.
- 1795 : bataille de Mortagne pendant la guerre de Vendée.

### XIXesiècle
- 1809 : bataille de Hallein pendant la rébellion du Tyrol.
- 1866 : traité de Vienne (troisième guerre d'Indépendance italienne).

### XXesiècle
- 1929 : naissance du royaume de Yougoslavie.
- 1932 : indépendance de l'Irak.
- 1935 : Benito Mussolini envahit l'Empire d'Éthiopie, déclenchant la seconde guerre italo-éthiopienne.
- 1940 : premier statut des Juifs en France.
- 1941 : Attentats contre des synagogues de Paris en octobre 1941
- 1952 : explosion de la première bombe atomique britannique.
- 1955 : Norodom Sihanouk se proclame Premier ministre, au Cambodge.
- 1990 : réunification allemande (fête nationale infra).

### XXIesiècle
- 2023 : aux États-Unis, pour la première fois, un président de la Chambre des représentants, Kevin McCarthy, est destitué[1].
- 2024 : 11e jours des bombardements israéliens au Liban qui font état de 37 morts et 151 blessés de plus[2].

## Arts, culture et religion
- 2024 : la chasse au trésor Sur la trace de la chouette d'or se termine 31 ans après son lancement[3].

## Sciences et techniques
- 1942 : lancement de la première fusée V2, depuis Peenemünde.
- 1967 : le X-15, piloté par William Joseph Knight, atteint mach 6 (7 272,68 km/h).
- 2016 : le prix Nobel de médecine est attribué au Japonais Yoshinori Ohsumi, pour ses travaux sur l'autophagie.
- 2017 : attribution du prix Nobel de physique aux Américains Rainer Weiss, Barry C. Barish, et Kip Thorne, pour « leurs contributions décisives à la conception du détecteur LIGO, et à l’observation des ondes gravitationnelles ».
- 2018 :
  - après Rover-1A et Rover-1B, l'atterrisseur MASCOT atteint la surface de l'astéroïde (162173) Ryugu.
  - le prix Nobel de chimie est décerné aux Américains Frances Arnold et George Smith, ainsi qu'au Britannique Gregory Winter.
- 2022 : le prix Nobel de physiologie ou médecine est attribué au Suédois Svante Pääbo pour ses découvertes concernant les génomes des hominines éteints et l'évolution humaine[4].
- 2023 : le prix Nobel de physique est attribué à Pierre Agostini, Anne L'Huillier et Ferenc Krausz « pour les méthodes expérimentales qui génèrent des impulsions lumineuses attosecondes pour l'étude de la dynamique des électrons dans la matière »[5].

## Économie et société
- 1945 : Condamnation à la peine de mort de Joseph Darnand, chef de la Milice française, par la Haute Cour de justice de la Seine.
- 1975 : Dernière condamnation à la peine de mort d'un mineur en France, qui sera gracié le 10 février 1976.
- 1995 : le joueur de football américain OJ Simpson est déclaré innocent du meurtre de sa femme après plusieurs mois d'un procès ayant défrayé la chronique télévisée et médiatique américaine voire mondiale[6].
- 2013 : plus de 130 migrants africains périssent, dans un naufrage aux abords de l’île italienne de Lampedusa.
- 2019 : en France, à Paris, une attaque au couteau survenue dans la préfecture de police cause cinq morts, dont l'assaillant, et un blessé grave[7].
- 2020 : en France, la Tempête Alex, après la Bretagne se décale vers l'est, la perturbation cause un épisode méditerranéen exceptionnel, faisant plusieurs morts et d'importants dégâts, notamment dans les Alpes-Maritimes et en Ligurie dans le sud de l'Italie[8].
- 2021 : 
  - le Consortium international des journalistes d'investigation révèle le scandale financier des Pandora Papers[9].
  - en Afghanistan, à Kaboul, un attentat à proximité d'une mosquée tue et blesse plusieurs personnes.
- 2024 : en Haïti, au moins 70 personnes sont abattues à Pont-Sondé au cours de la guerre des gangs[10].

## Naissances

### VIIIesiècle
- 786 : Saga, empereur du Japon († 24 août 842).

### XVIIesiècle
- 1610 : Gabriel Lalemant, missionnaire français, saint de l'Église catholique († 17 mars 1649).
- 1613 : Marion Delorme, courtisane française († 30 juin 1650).
- 1621 : Claude Maltret, helléniste et jésuite français († 3 janvier 1674).
- 1637 : Charles Démia, ecclésiastique français, fondateur d'écoles primaires à Lyon († 23 octobre 1689).

### XVIIIesiècle
- 1720 : Johann Peter Uz, poète allemand (+ 12 mai 1796).
- 1722 : François Véron Duverger de Forbonnais, économiste et financier français († 19 septembre 1800).
- 1755 : Claude-François Duprès, militaire français († 21 juillet 1808).
- 1758 : Louis-Auguste Brun, peintre suisse († 8 octobre 1815).
- 1784 : Johann Karl Ehrenfried Kegel, agronome et explorateur allemand († 25 juin 1863).
- 1794 : Jean-Maurice Catroux, prêtre français, fondateur des Filles de la Charité du Sacré-Cœur de Jésus († 14 avril 1863).
- 1797 : Léopold II de Toscane, duc d'Autriche et grand-duc de Toscane de 1824 à 1859 († 29 janvier 1870).

### XIXesiècle
- 1802 : John Gorrie, médecin et inventeur américain († 29 juin 1855).
- 1804 : Allan Kardec, pédagogue français († 31 mars 1869).
- 1815 : Pierre Antoine Deblois, agriculteur, marchand et homme d'affaires québécois († 20 juin 1898).
- 1830 : Albert Charles Lewis Günther, herpétologiste et ichtyologiste britannique († 1er février 1914).
- 1839 : Victor Angerer, photographe austro-hongrois († 10 avril 1894).
- 1858 : Eleonora Duse, actrice italienne († 21 avril 1924).
- 1859 : Karin Larsson, artiste et décoratrice suédoise, épouse de Carl Larsson († 18 février 1928).
- 1867 : Pierre Bonnard, peintre français († 23 janvier 1947).
- 1869 :
  - Alfred Flatow, gymnastique allemand († 28 décembre 1942).
  - Robert William Paul, cinéaste britannique († 28 mars 1943).
- 1870 : Alexandre Varenne, homme politique français († 16 février 1947).
- 1882 : Alexander Young Jackson, peintre canadien († 5 avril 1974).
- 1886 : Alain-Fournier (Henri-Alban Fournier dit), écrivain français († 22 septembre 1914).
- 1888 : Eirik Labonne, diplomate français († 12 novembre 1971).
- 1889 : Carl von Ossietzky, intellectuel allemand, Prix Nobel de la paix en 1935 († 4 mai 1938).
- 1896 : La Palma (Marie Dalmazzo dite), chanteuse française († octobre 1979).
- 1897 : Louis Aragon, homme de lettres français († 24 décembre 1982).
- 1898 :
  - Diego Brosset, général français († 20 novembre 1944).
  - Leo McCarey, cinéaste américain († 5 juillet 1969).
- 1899 : Louis Hjelmslev, linguiste danois († 30 mai 1965).

### XXesiècle
- 1901 :
  - Jean Grémillon, réalisateur français († 25 novembre 1959).
  - François Le Lionnais, scientifique et écrivain français († 13 mars 1984).
- 1908 : Aníbal Muñoz Duque, prélat colombien († 15 janvier 1987).
- 1909 : Jean Sauvage, homme politique français († 15 juillet 2005).
- 1910 : 
  - Andrée Bordeaux-Le Pecq, artiste, peintre, graveuse et cartonnière de tapisseries française († 5 janvier 1973).
  - Serge Dalens, magistrat et écrivain français († 9 janvier 1998).
- 1913 : Anastasio Ballestrero, prélat italien († 21 juin 1998).
- 1914 : 
  - Pierre Bockel, prêtre catholique, résistant, écrivain, journaliste français et « Juste parmi les nations » († 13 août 1995).
  - Ray Stark, producteur de cinéma américain († 17 janvier 2004).
- 1916 : James Herriot, vétérinaire et écrivain britannique († 23 février 1995).
- 1919 : 
  - James McGill Buchanan Jr., économiste américain, Prix Nobel d'économie en 1986 († 9 janvier 2013).
  - Jean Lefebvre, acteur français († 9 juillet 2004).
- 1921 : Raymond Russell « Ray » Lindwall, joueur de cricket australien († 23 juin 1996).
- 1923 : Stanisław Skrowaczewski, chef d'orchestre et compositeur polonais († 21 février 2017).
- 1924 : Franco Cristaldi, producteur de cinéma italien († 1er juillet 1992).
- 1925 : Eugene Louis « Gore » Vidal, écrivain américain († 31 juillet 2012).
- 1926 : Jacques Jouanneau, acteur français notamment de théâtre dit de boulevard souvent aux côtés de Jacqueline Maillan († 19 juillet 2011).
- 1927 : Kenojuak Ashevak, pionnière (canadienne) de l’art inuit moderne († 8 janvier 2013).
- 1928 :
  - John Michael Montias, économiste et historien de l'art français († 26 juillet 2005).
  - Christian d'Oriola, fleurettiste français († 29 octobre 2007).
- 1931 : Glenn Hall, hockeyeur canadien.
- 1933 : Neale Fraser, joueur de tennis américain.
- 1935 : Charles Duke, astronaute américain.
- 1936 :
  - Francis Deniau, prélat français († 12 janvier 2014).
  - Steve Reich, musicien américain.
- 1937 : Claude Arabo, sabreur français († 3 juillet 2013).
- 1938 : Edward Raymond « Eddie » Cochran, chanteur américain († 17 avril 1960).
- 1939 : 
  - Jacques Testart, biologiste français.
  - Velibor Vasović, footballeur puis entraîneur yougoslave puis serbe († 4 mars 2002).
- 1940 : 
  - François Budet, auteur-compositeur-interprète, écrivain et poète breton de langue française († 5 juillet 2018).
  - Jean Ratelle, hockeyeur canadien.
  - Mike Troy, nageur américain, double champion olympique († 3 août 2019).
- 1941 : 
  - Chubby Checker (Ernest Evans dit), chanteur américain.
  - Ruggero Raimondi, chanteur d'opéra (baryton-basse) et acteur italien.
- 1943 :
  - Jean-Paul Bonnaire, acteur français († 28 mars 2013).
  - Jean-François Jonvelle, photographe français († 16 janvier 2002).
- 1944 : Maurice Sartre, historien français.
- 1945 : Viktor Saneïev ou Saneïev, athlète soviétique, triple champion olympique († 3 janvier 2022).
- 1947 : Frederick Adrian « Fred » DeLuca, homme d'affaires américain, cofondateur de Subway († 14 septembre 2015).
- 1949 :
  - Lindsey Buckingham, musicien américain, guitariste et chanteur du groupe Fleetwood Mac.
  - Paulette Guinchard-Kunstler, femme politique française.
  - Éric Loizeau, navigateur et alpiniste français.
- 1950 :
  - Sylviane Margollé, actrice et doubleuse vocale française († 12 juillet 2005).
  - Andrzej Szarmach, footballeur puis entraîneur polonais.
- 1951 :
  - Kathryn Dwyer « Kathy » Sullivan, astronaute américaine.
  - David Mark « Dave » Winfield, joueur de baseball américain.
- 1952 : 
  - Bernard Boissier, footballeur français.
  - Steve Tracy (Steve Crumrine dit), acteur américain († 27 novembre 1986).
- 1954 :
  - Dennis Eckersley, joueur de baseball américain.
  - Stevie Ray Vaughan, musicien américain († 27 août 1990).
- 1955 :
  - Francesco Guidolin, footballeur puis entraîneur italien.
  - David Silveti, matador mexicain († 12 novembre 2003).
  - José Daniel Valencia, footballeur argentin.
- 1957 : 
  - Diane Finley, femme politique canadienne.
  - Christine Orban, écrivaine, dramaturge et critique littéraire française.
- 1958 :
  - Louise Lecavalier, danseuse et chorégraphe canadienne de la compagnie La La La Human Steps.
  - Peter Tscherkassky, cinéaste autrichien.
- 1959 :
  - Frederick Stephen « Fred » Couples, golfeur américain.
  - Peter John « Jack » Wagner Jr., acteur et chanteur américain.
- 1961 : Ludger Stühlmeyer, musicien, organiste, et compositeur allemand.
- 1962 :
  - « Espartaco » (Juan Antonio Ruiz Román dit), matador espagnol.
  - Tommy Lee (Thomas Lee Bass dit), musicien américain du groupe Mötley Crüe.
- 1963 :
  - André Robitaille, acteur québécois.
  - Lucio Sandín, matador espagnol.
- 1964 : Clive Owen, acteur britannique.
- 1965 : Jan-Ove Waldner, pongiste suédois, champion olympique et du monde.
- 1966 : Darrin Fletcher, joueur de baseball américain.
- 1967 :
  - Mark Vermette, hockeyeur professionnel canadien.
  - Denis Villeneuve, cinéaste canadien.
- 1968 :
  - Gregory Clinton « Greg » Foster, basketteur américain.
  - Daniel Marois, hockeyeur canadien.
- 1969 :
  - Tetsuya Ogawa, bassiste japonais.
  - Massimiliano Papis, pilote de courses automobile italien.
  - Gwen Stefani, chanteuse américaine du groupe No Doubt.
- 1970 :
  - Kirsten Nelson, actrice américaine
- 1971 :
  - Wilfredo « Wil » Cordero Nieva, joueur de baseball portoricain.
  - Kevin Richardson, chanteur américain du groupe Backstreet Boys.
- 1972 :
  - Michael Nylander, hockeyeur sur glace suédois.
  - Nathalie Vincent, animatrice de télévision et de radio française.
- 1973 :
  - Neve Campbell, actrice canadienne.
  - Ingrid Chauvin, actrice française.
  - Richard Ian Cox, acteur gallois et canadien.
  - Lena Headey, actrice britannique.
  - Ljubomir Vranjes, handballeur suédois.
- 1974 : Michael Paul « Mike » Johnson, hockeyeur professionnel et commentateur sportif canadien.
- 1976 : Seann William Scott, acteur américain.
- 1978 :
  - Gerald Asamoah, footballeur ghanéo-allemand.
  - Claudio Pizarro, footballeur péruvien.
  - Shannyn Sossamon, actrice américaine.
- 1979 :
  - John Hennigan, lutteur américain.
  - Josh Klinghoffer, musicien américain, guitariste du groupe Red Hot Chili Peppers.
  - Kyle MacDonald, échangeur d'objets canadien.
  - Dennis Stoerl, sauteur à ski autrichien.
- 1980 :
  - Daniel John Mark Luke « Danny » O'Donoghue, chanteur irlandais du groupe The Script.
  - Larry Taylor, basketteur américain naturalisé brésilien.
- 1981 :
  - Zlatan Ibrahimović, footballeur suédois.
  - Andreas Isaksson, footballeur suédois.
- 1982 :
  - « El Juli » (Julián López Escobar dit), matador espagnol.
  - François Renaux, basketteur français.
- 1983 :
  - Fred, footballeur brésilien.
  - Mark Giordano, hockeyeur professionnel canadien.
  - Kim Jae-Sung (김재성), footballeur sud-coréen.
  - Muhammad Qasim Fakhri, homme politique pakistanais.
- 1984 :
  - Anthony Le Tallec, footballeur français, vainqueur de la Ligue des champions 2005.
  - Miguel Ángel Rubiano, cycliste sur route colombien.
  - Ashlee Simpson, chanteuse et actrice américaine.
- 1985 : Courtney Lee, basketteur américain.
- 1986 : Shirley Souagnon, comédienne et humoriste franco-ivoirienne.
- 1987 :
  - Mickaël Vendetta (Mickaël Adon dit), blogueur français.
  - Daniel John « Danny » Willett, golfeur professionnel anglais.
- 1988 : Alicia Vikander, actrice suédoise.
- 1989 : Francisco Cruz, basketteur mexicain.
- 1991 :
  - Adam Plutko, joueur de baseball américain.
  - Aki Takajō (高城亜樹), chanteuse japonaise.
- 1992 : Lyna Khoudri, actrice franco-algérienne.
- 1994 : Jared Seth Jones, hockeyeur sur glace américain.
- 1997 :
  - Bang Chan, chanteur, rappeur, producteur de musique australo-coréen et leader du groupe Stray Kids.
  - Jonathan Isaac, basketteur américain.
- 1999 : Tarania Clarke, footballeuse jamaïcaine († 31 octobre 2019).

### XXIesiècle
- 2003 : 
  - Ibtoihi Hadhari, footballeur comorien.
  - Lisa Hirner, sauteuse à ski et coureuse autrichienne du combiné nordique
- 2004 : Noah Schnapp, acteur américain.
- 2005 : Lukas Pélissier, acteur sourd français.

## Décès

### XIIIesiècle
- 1226 : François d'Assise, religieux italien, saint de l'Église catholique, fêté le lendemain 4 octobre (° 5 juillet 1182).

### XVesiècle
- 1476 : Jean Cossa, Chevalier de l'Ordre du Croissant et grand sénéchal de Provence, fidèle du roi René (° probablement le 29 mars 1400).

### XVIIIesiècle
- 1763 : Auguste III, roi de Pologne, grand-duc de Lituanie et électeur de Saxe de 1733 à 1763 (° 17 octobre 1696).

### XIXesiècle
- 1843 : Luigi Lodigiani, relieur italien (° 7 janvier 1778).
- 1853 : George Onslow, compositeur français (° 27 juillet 1784).
- 1867 : Elias Howe, inventeur américain, pionnier de la machine à coudre (° 9 juillet 1819).
- 1896 : William Morris, peintre, écrivain et architecte britannique (° 24 mars 1834).

### XXesiècle
- 1932 : Max Wolf, astronome allemand (° 21 juin 1863).
- 1943 : Raoul Heinrich Francé, botaniste, microbiologiste et philosophe de la nature austro-hongrois (° 20 mai 1874).
- 1965 : Zachary Scott, acteur américain (° 21 février 1914).
- 1967 :
  - Woodrow Wilson « Woody » Guthrie, chanteur américain (° 14 juillet 1912).
  - Malcolm Sargent, chef d’orchestre britannique (° 29 avril 1895).
- 1975 : Guy Mollet, homme politique français, président du Conseil de 1956 à 1957 et secrétaire général de la SFIO de 1946 à 1969 (° 31 décembre 1905).
- 1976 : Émile Benveniste, linguiste français académicien ès inscriptions et belles-lettres (° 27 mai 1902).
- 1981 : Tadeusz Kotarbiński, philosophe polonais (° 31 mars 1886).
- 1982 : Vivien Merchant, actrice britannique (° 22 juillet 1929).
- 1986 : Shunzo Kido, cavalier japonais de concours complet (° 4 juillet 1889).
- 1987 :
  - Jean Anouilh, écrivain et dramaturge français (° 23 juin 1910).
  - Maria Ivogun, cantatrice hongroise (° 18 novembre 1891).
- 1988 : Franz Josef Strauss, homme politique allemand, ministre-président de Bavière de 1978 à 1988 (° 6 septembre 1915).
- 1989 : James Bickford, bobeur américain (° 2 novembre 1912).
- 1990 : Stefano Casiraghi, prince consort de Monaco (° 8 septembre 1960).
- 1995 : Charles Lacy Veach, astronaute américain (° 18 septembre 1944).
- 1996 : David Chabas, peintre, journaliste, éditeur et écrivain français (° 22 août 1895).
- 1997 :
  - Verna Hillie, actrice américaine (° 5 mai 1914).
  - Jarl Kulle, acteur, réalisateur et scénariste suédois (° 27 février 1927).
- 1998 :
  - Takashi Inukai, philosophe et linguiste japonais (° 1er avril 1907).
  - Roderick Andrew Anthony Jude « Roddy » McDowall, acteur, producteur et réalisateur britannique (° 17 septembre 1928)
- 1999 : Akio Morita (盛田 昭夫), entrepreneur japonais (° 26 janvier 1921).
- 2000 :
  - Wojciech Has, réalisateur polonais (° 1er avril 1925).
  - Benjamin Orr, musicien américain du groupe The Cars (° 8 septembre 1947).

### XXIesiècle
- 2002 : Bruce Paltrow, réalisateur et producteur de télévision américain (° 26 novembre 1943).
- 2003 : William Steig, écrivain, sculpteur et illustrateur américain (° 14 novembre 1907).
- 2004 :
  - Vernon Alley, contrebassiste américain (° 26 mai 1915).
  - Jacques Benveniste, médecin et immunologiste français (° 12 mars 1935).
  - Tish Daija, footballeur puis compositeur albanais (° 30 janvier 1926).
  - Janet Leigh (Jeanette Helen Morrison dite), actrice américaine (° 6 juillet 1927).
- 2005 :
  - Guillaume Dustan (William Baranès dit), écrivain français (° 28 novembre 1965).
  - Francesco Scoglio, entraîneur de football italien (° 2 mai 1941).
- 2006 :
  - Peter Norman, athlète de sprint australien (° 15 juin 1942).
  - Fred Samuel, joailler et ancien résistant français (° 3 août 1908).
- 2007 :
  - Teun Koolhaas, architecte-urbaniste néerlandais (° 7 janvier 1940).
  - Pablo Palazuelo, peintre, graveur et sculpteur espagnol (° 8 octobre 1915).
  - Tony Ryan, homme d'affaires irlandais (° 2 février 1936).
  - Rogelio Salmona, architecte franco-colombien (° 1927[réf. nécessaire]).
- 2008 :
  - André Bellec, chanteur français, fondateur du groupe Les Frères Jacques (° 12 février 1914).
  - Jean Foyer, homme politique français, plusieurs fois ministre et académicien ès sciences morales et politiques (° 27 avril 1921).
  - Abou Rami (Maher Ahmad al-Zoubaïdi dit), islamiste irakien, commandant militaire d'Al-Qaïda en Irak (° inconnue).
- 2009 :
  - Reinhard Mohn, homme d'affaires allemand (° 29 juin 1921).
  - Michel Nédélec, cycliste sur route français (° 7 mars 1940).
- 2010 :
  - Jean Bourdier, écrivain, traducteur et journaliste français (° 6 juin 1932).
  - Renaud Ecalle, pilote de voltige aérienne français (° 30 décembre 1980).
  - Éric Establie, spéléologue, hydrogéologue et scaphandrier français (° 1964).
  - Claude Lefort, philosophe et politologue français (° 21 avril 1924).
  - Franz Mack, entrepreneur allemand (° 7 mars 1921).
- 2011 : Aden Meinel, astronome américain (° 25 novembre 1922).
- 2012 : Jean-Louis Lagadec, footballeur français (° 23 mai 1933).
- 2013 :
  - Sergei Belov, basketteur soviétique puis russe (° 23 janvier 1944).
  - Frank D'Rone, chanteur de jazz et guitariste américain (° 26 avril 1932).
  - Bill Eppridge, photojournaliste américain (° 20 mars 1938).
  - Masae Kasai, volleyeuse japonaise (° 14 juillet 1933).
  - Blandine Perroud, parachutiste française (° 9 juin 1977).
  - Ángeles Santos Torroella, peintre espagnole (° 7 novembre 1911).
- 2014 :
  - Bernard Dupuy, prêtre dominicain français (° 21 août 1925).
  - Alan Henning, travailleur humanitaire britannique (° 15 août 1967).
  - Arthur Magakian, gymnaste français (° 11 novembre 1925).
  - Jean-Jacques Marcel, footballeur puis entraîneur français (° 13 juin 1931).
  - Ward Ruyslinck, écrivain belge (° 17 juin 1929).
- 2015 :
  - François Dagognet, philosophe français (° 24 avril 1924).
  - Denis Healey, homme politique britannique (° 30 août 1917).
  - Kita, footballeur brésilien (° 6 janvier 1958).
- 2016 : 
  - Anthony Goodman, historien et professeur émérite britannique (° 1936).
  - Silvano Tartaglini, joueur de rugby à XV italien (° 6 janvier 1923).
  - Andrew Vicari, peintre britannique (° 20 avril 1932).
  - Mário Wilson, joueur et gérant de football portugais (° 17 octobre 1929).
- 2017 : 
  - Christian Huetz de Lemps, géographe et historien français (° 12 mai 1938).
  - Ninja Jorgensen, volleyeuse américaine (° 6 juillet 1940).
  - Michel Jouvet, neurobiologiste français spécialisé dans le sommeil (° 16 novembre 1925).
  - André Lévy, traducteur et linguiste français (° 24 novembre 1925).
  - Victorino Martín, éleveur de taureaux de combat espagnol (° 6 mars 1929).
  - Jalal Talabani, homme d'État irakien (° 12 novembre 1933).
- 2018 : 
  - Elisabeth Andersen, actrice néerlandaise (° 1er janvier 1920).
  - Gilbert André, homme politique français (° 27 août 1927).
  - Ron Curry, basketteur américain (° 7 février 1970).
  - Prosper Weil, juriste et universitaire français (° 21 septembre 1926).
- 2019 : Roger Taillibert, architecte français (° 21 janvier 1926).
- 2020 : Charlie Haeger, joueur de baseball américain (° 19 septembre 1983).
- 2021 :
  - Todd Akin, homme politique américain (° 5 juillet 1947).
  - Antonio Debenedetti, écrivain italien (° 12 juin 1937).
  - Josep Maria Forn, réalisateur, scénariste, producteur et acteur espagnol (° 4 avril 1928).
  - José Lamadrid, footballeur mexicain (° 3 juillet 1930).
  - Ivan Loubennikov, peintre soviétique puis russe (° 14 mai 1951).
  - Maurice Malleret, écrivain, poète, muséologue et historien régionaliste français (° 30 septembre 1931).
  - Jorge Medina Estévez, cardinal chilien, préfet émérite de la Congrégation pour le culte divin et la discipline des sacrements (° 23 décembre 1926).
  - Neal Sher, avocat et chasseur de nazis américain (° 29 août 1947).
  - Bernard Tapie, homme d'affaires et homme politique français (° 26 janvier 1943).
  - Lars Vilks, artiste et historien de l'art suédois (° 20 juin 1946).
- 2022 :
  - Pierre Ansay, philosophe et écrivain belge (° 10 octobre 1947).
  - Aïda Ba, joueuse de rugby internationale française (° 27 juin 1983).
  - Simon Hallenbarter, biathlète suisse (° 5 mars 1979).
  - Ian Robertson Hamilton, juriste et essayiste écossais (° 13 septembre 1925).
  - Tiffany Jackson-Jones, basketteuse américaine (° 26 avril 1985).
- 2023 :
  - Jean-Pierre Elkabbach, journaliste et homme de médias français (° 29 septembre 1937).
  - Johannes Kühn, poète, dramaturge, écrivain allemand (° 3 février 1934).
  - Patrice Lecornu, footballeur puis entraîneur français (° 24 mars 1958).
  - Jean Molla, footballeur français (° 1er octobre 1933).
  - Alena Nádvorníková, poétesse, peintre et théoricienne du surréalisme de nationalité tchèque (° 12 novembre 1942).
- 2024 :
  - Michel Blanc, acteur, réalisateur, scénariste et dialoguiste français (° 16 avril 1952).
  - Pierre Christin, scénariste de bande dessinée, de cinéma et écrivain français (° 27 juillet 1938).
  - Yeshayahu Gavish, militaire israélien (° 25 août 1925).
  - John Gierach, poète, journaliste, photographe et auteur américain (° 21 janvier 1946).
  - Cid Moreira, présentateur et une voix de la télévision brésilienne (° 29 septembre 1927).
  - Mary O'Rourke, femme politique irlandaise (° 31 mai 1937).

## Célébrations
- Allemagne : fête nationale de journée de l'Unité allemande depuis 1990 (Oktoberfest et fête de la bière se clôturant vers la même période  à Munich voire ailleurs dans le monde).
- Corée du Sud : Gaecheonjeol / 개천절, fête nationale commémorant la création du royaume Gojoseon fondé par Tangun en 2333 av. J.-C. ci-avant.
- Irak : fête de l'indépendance marquant la fin du mandat de la Société des Nations confié à l'administration britannique en 1932[11].
- Pays-Bas : fêtes commémorant la fin du siège de Leyde (Leidens Ontzet) en 1574[12].
- Ploufragan (Côtes-d'Armor, Bretagne, France) : fête patronale de la commune et ancienne paroisse et de son saint-patron Sant Fragan ci-après.
- Principauté de Pontinha (Funchal, Madère, Portugal) : fête "nationale" du "jour de l'aliénation du territoire par l'ex-royaume du Portugal".

### Saints des Églises chrétiennes

#### Catholiques et orthodoxes
Saints du jour, :
- Candida de Rome († 304), avec Artème, son époux, et Pauline, leur fille, martyrs à Rome sous Dioclétien.
- Cyprien de Toulon († VIe siècle), évêque de Toulon.
- Denis († 265), Fauste, Caïus, Pierre, Paul, et quatre autres martyrs à Rome.
- Ewald le blanc et Ewald le noir († 695), deux frères prêtres et moines bénédictins, martyrs en Westphalie[15].
- Gérard de Brogne († 959), abbé en Belgique.
- Hésyque († IVe siècle), disciple de saint Hilarion de Gaza, en Palestine.
- Juvin († IXe siècle), ermite dans le village éponyme.
- Klervi († Ve siècle), sœur de saint Gwénolé.
- Leudomir († 596) - ou « Lumier » -, évêque de Châlons-en-Champagne.
- Maximien († IVe siècle), évêque en Numidie, persécuté par les donatistes.
- Menne († IVe siècle), vierge et martyre à Puzieux.
- Patu († VIIIe siècle) - ou « Pathus » -, chanoine de la cathédrale de Meaux, puis évêque de Meaux.
- Romaine de Beauvais († IIe siècle), vierge et martyre au diocèse de Beauvais.
- Utton de Metten (de) († 820), fondateur de l'abbaye de Metten.
- Widrad († 596), 2e abbé de Flavigny.

#### Saints et bienheureux des Églises catholiques
Saints et béatifiés du jour :
- Adalgott de Coire (de) († 1160), évêque de Coire, bienheureux.
- Ambroise François Ferro († 1645), prêtre portugais, missionnaire au Brésil, martyr.
- Crescence Garcia Pobo († 1936), prêtre amigonien martyr à Madrid, lors de la guerre d'Espagne, bienheureux[16].
- François Borgia († 1572), 3e supérieur général des jésuites.
- José Marie González Solis († 1936), et Raymond Castaño González, dominicains martyrs lors de la guerre d'Espagne.
- José Marie Poyatos Ruiz († 1936), laïc martyr à Úbeda, lors de la guerre d'Espagne.
- Josef Mayr-Nusser († 1945), laïc et bienheureux allemand, martyr.
- Szilárd Bogdánffy († 1953), évêque auxiliaire de Satu Mare, bienheureux martyr.

#### Saint orthodoxe
Saint du jour, aux dates éventuellement "juliennes" ou orientales : 
- Denys de Kiev († XVe siècle), hiéromoine à la laure des Grottes de Kiev.

### Prénoms du jour
Bonne fête aux Gérard et ses variantes ou diminutifs : Gégé, Gerardo, Gérardo, Gerhard, Gerhardt, Gerry, Jerry ; et leurs formes féminines : Gégé, Gerarda, Gérarda, Gérarde, Gerardina, Gérardina et Gérardine.
Et aussi aux :
- Artémise et ses variantes : Artemisa, Artémisa, Artemisia, Artémisia.
- Bianca et ses autres formes ou variantes : Blanca, Bianchetta, Blanche, Blanchette.
- Candice et ses variantes ou dérivés : Candace, Candis, Candy, Candyce, Candylene et Candys.
- Candide, ses formes féminines : Candida, Candie et Candy ; une variante masculine Candido.
- Ewald,
- Fragan et ses variantes autant bretonnes : Fracan, Fragana, Fraganez, Fraganig, Fregan, Frégant, etc.
- Klervi et ses variantes : Clervie, Klervia, etc.

## Traditions et superstitions

### Astrologie
- Signe du zodiaque : onzième jour du signe astrologique de la Balance.

### Dicton du jour
- « À la saint-Gérard, du vin fait bon marc. »[17]